# Rhopalomyia ambrosiae
Rhopalomyia ambrosiae är en tvåvingeart som beskrevs av Gagne 1975. Rhopalomyia ambrosiae ingår i släktet Rhopalomyia och familjen gallmyggor.
Artens utbredningsområde är Florida. Inga underarter finns listade i Catalogue of Life.